# جان كورنيت
جان كورنيت (بالإسبانية: Jan Cornet)‏ هو ممثل إسباني، ولد في 24 فبراير 1982 في إسبانيا.

## أعمال

### أفلام
- (2011) الجلد الذي أعيش فيه

## وصلات خارجية
- جان كورنيت على موقع IMDb (الإنجليزية)
- جان كورنيت على موقع قاعدة بيانات الأفلام العربية
- جان كورنيت على موقع ألو سيني (الفرنسية)
- جان كورنيت على موقع أول موفي (الإنجليزية)
- جان كورنيت على موقع قاعدة بيانات الأفلام السويدية (السويدية)
- جان كورنيت على موقع قاعدة بيانات الفيلم (الإنجليزية)
- جان كورنيت على موقع كينوبويسك (الروسية)